# Buddhistische Gemeinschaft Triratna
Die Buddhistische Gemeinschaft Triratna, bis Mai 2010 bekannt unter „Freunde des Westlichen Buddhistischen Ordens (FWBO)“ ist eine buddhistische Bewegung, die 1967 in Großbritannien von Sangharakshita gegründet wurde, gefolgt 1968 von der Gründung des Buddhistischen Ordens Triratna (vormals: Westlicher Buddhistischer Orden). Sangharakshita kam als junger Funker im Dienst der Armee 1944 nach Indien und blieb nach der Demobilisierung viele Jahre dort. 1949 wurde er als Theravada bhikkhu ordiniert. Auf Einladung des „English Sangha Trust“ kehrte er 1964 nach Großbritannien zurück. Er kam zu der Erkenntnis, dass trotz des großen Interesses an der buddhistischen Lehre (Dharma) der Buddhismus in Großbritannien zu formalistisch und sektiererisch war. Aus dieser Erkenntnis heraus gründete er eine neuartige buddhistische Bewegung, die sich keiner einzelnen asiatischen Schule zuordnen lässt, sondern Inspiration aus der gesamten buddhistischen Tradition zieht.

## Der Buddhistische Orden Triratna
Obgleich der Triratna-Orden mit dem Anliegen gegründet wurde, den Buddhismus besonders für Menschen des Westens zugänglich zu machen, fand der Ansatz von Triratna auch in anderen Teilen der Welt Anklang. Inzwischen kann man Triratna als eine weltweite buddhistische Bewegung betrachten. Dies war ein Hauptgrund für die Umbenennung der Bewegung und das Streichen des Wortes „Westlich“. Das Hauptkriterium für die Zugehörigkeit des Einzelnen zum Orden ist die Zufluchtnahme zu den Drei Juwelen; das sind der Buddha, der Buddhadharma, und der Sangha. Wie Sangharakshita betonte, ist es der Akt der Zufluchtnahme, der jemanden zu einem Buddhisten macht, daher ist dies das fundamentale Prinzip des Ordens. Der Orden ist in gewisser Weise vor allem ein Netzwerk von Freunden, die durch die Dharma-Praxis miteinander verbunden sind. Diese Freundschaften beruhen auf der gemeinsamen Vision des höchsten menschlichen Potentials.
Die Ordensmitglieder werden Dharmacaris (Männer) oder Dharmacarinis (Frauen) genannt und werden jeweils im gleichen Rang ordiniert und sie nehmen auch die gleichen Gelübde bei der Ordination. Es gibt keine höhere Ordination. Zusätzlich legen manche Ordensmitglieder das Zölibats-Gelübde ab, welches aber nicht mit einem höheren Status verbunden ist. Als äußerliches Kennzeichen tragen die Ordinierten eine Kesa.
In Ablehnung traditioneller buddhistischer Organisationen, sowohl von Laien- und klösterlichen Organisationen, begründete Sangharakshita eine neue Art von Orden, in dem der persönliche Lebensstil nicht so wichtig ist, wie die Verbindung zur buddhistischen Praxis. In manchen Augen gilt das als radikale Abweichung, doch Reginald Ray beschreibt in seinem Buch Buddhist Saints in India, dass der Monastizismus in der heute bekannten Form erst eine spätere Entwicklung war und dass die Trennung von Laien und Mönchen in der Vergangenheit nicht so erheblich war. Andere, die ihre Meinung von den Traditionen im Dhammapada und anderen frühen Schriften begründet finden, empfinden die Wahl des (traditionell monastischen) Lebensstils unentbehrlich für die volle Verwirklichung der buddhistischen Lehren. Aus diesem Grunde sind nur wenige traditionelle Ordenslinien bereit, den Status eines Mitglieds des Buddhistischen Ordens Triratna als gleichgestellt anzuerkennen.
Ordensmitglieder befolgen eine Zusammenstellung von zehn Vorsätzen. Diese unterscheiden sich zwar von den Mönchs-Gelübden, aber diese zehn Vorsätze werden in den ältesten buddhistischen Schriften bereits so erwähnt, nämlich im Pali-Kanon. Abgesehen davon sind die ernsthafte Vertiefung der persönlichen Dharma-Praxis, das Verbleiben in guter Kommunikation mit anderen Ordensmitgliedern und ein Wirken zum Wohle aller (in welcher Form auch immer) die einzigen Verpflichtungen für die Ordensmitglieder. Die Ordination verleiht weder einen besonderen Status, noch eine spezifische Verpflichtung, trotzdem übernehmen viele Ordensmitglieder Verantwortlichkeiten für Aufgaben wie das Lehren von Meditation und des Buddhadharma.
Es gibt inzwischen über 1700 Ordensmitglieder in mehr als 20 Staaten, in Europa, Afrika, Australien, Amerika, Indien, und den übrigen Staaten von Asien.

## Charakteristische Schwerpunkte der Buddhistischen Gemeinschaft Triratna
Es gibt sechs Kennzeichen von Triratna, die die Bewegung charakterisieren:
1. Der Ansatz des Orden ist ökumenisch. Triratna sind nicht identisch mit einem einzelnen Strang des Buddhismus oder einer buddhistischen Schule, sondern schöpft Einflüsse aus der gesamten buddhistischen Tradition.
2. Ein vereinter Orden. Der Triratna-Orden ordiniert Männer und Frauen im gleichen Rang, im Gegensatz zu den meisten traditionellen buddhistischen Schulen. Der Orden vereint auch Menschen verschiedener Kulturen, Lebensstile etc.
3. Die Zentralität der Zufluchtnahme. Die Zufluchtnahme zu den Drei Juwelen (zum Buddha, zum Dharma, und zum Sangha), macht einen Buddhisten aus. Daher wird jeder Praktizierende bei Triratna ermutigt, die Drei Juwelen in das Zentrum seines Lebens zu stellen.
4. Spirituelle Freundschaft. Die spirituelle Freundschaft ist eine Freundschaft, die auf den höchsten Werten basiert, besonders auf den Drei Juwelen. So viel Zeit wie möglich mit Freunden zu verbringen, die die höchsten Ideale teilen, unterstützt die ethische und spirituelle Lebensweise.
5. Teambasierter Rechter Lebenserwerb. Die Zusammenarbeit in Teams, im Geist der Großzügigkeit mit dem Fokus auf ethisches Verhalten, ist eine transformative Praktik. Triratna war Pionier im Bereich des Rechten Lebenserwerbs und betreibt auf dieser Basis verschiedene erfolgreiche Unternehmen.
6. Die spirituelle Bedeutung der schönen Künste. Die Kunst hilft, das Erleben zu verfeinern und die Erfahrung zu erweitern, sie vergrößert die Vorstellungskraft, sie verfeinert die Emotionen und richtet sie aus. Im besten und höchsten Sinne ist sie ein Träger von spirituellen Inhalten, die prinzipiell identisch mit den Inhalten des Dharma sind. Diese Inhalte sind in der Lage, das Leben zu transformieren.

## Aktivitäten
Gleich von Anfang an wurde das Lehren von Meditation in den Stadt-Zentren betont. Retreats auf dem Lande folgten, genauso wie Vorlesungen über Aspekte der buddhistischen Lehre und Praxis. Aus den Retreats entwickelten sich Wohngemeinschaften, wenn sich Menschen entschieden, dass sie zusammenleben wollten. Teambasierte Projekte des Rechten Lebenserwerbs begannen, um die Aktivitäten zu finanzieren. Schließlich wurden dauerhafte Retreat-Zentren eingerichtet.
In weiteren Ländern entstanden Zentren, so in Neuseeland und Australien. Triratna lehrt zurzeit aktiv Buddhismus und Meditation in Frankreich, Deutschland, Polen, Estland, Schweden, Finnland, Südafrika, Mexiko, USA, Venezuela, Neuseeland, Indien, Malaysia und anderswo.
In letzter Zeit fächerten sich die Triratna-Aktivitäten auf zu Outdoor Festivals, Online-Meditationskursen, Kunstveranstaltungen, Poesie- und Schreibworkshops, Yoga, Karate, und zu Pilgerreisen zu heiligen buddhistischen Orten in Indien.
Seit vielen Jahren sammelt Triratna Karuna Trust Geld für Hilfsprojekte in Indien, womit auch eine kleine Schule für tibetische Flüchtlinge, (gegründet von Dhardo Rimpoche) unterstützt wird, und eine Bandbreite von Projekten, die die Gemeinschaft der ehemaligen Unberührbaren unterstützt.

## Praxis
Durch Einflüsse aus der Gesamtheit der buddhistischen Tradition gibt es eine große Bandbreite von Praktiken, die innerhalb von Triratna gebräuchlich sind.

### Meditation
Viele verschiedene Meditationsmethoden sind gebräuchliche Praktiken bei Triratna. Sangharakshita beschreibt die Arten der von ihm gelehrten Meditationen als bestehend aus vier Phasen, und die Praktiken lassen sich alle grob in diese vier Phasen gliedern. Allgemein gesprochen sind die ersten beiden Phasen Ruhe- oder Samatha-Praktiken, und die letzten beiden sind Einsichts- oder Vipassana-Meditationen.
- Integration – Die Hauptpraxis in diesem Stadium ist die Achtsamkeit beim Atmen, welche den Effekt von „Integration der Psyche“ hat (Entwicklung von Achtsamkeit und Konzentration).
- Positive Emotion – Der zweite Aspekt der Ruhe ist die Entwicklung von Positivität. Die Brahmavihara-Meditationen, besonders die 'Metta Bhavana' oder Meditation zur Kultivierung von Liebender Güte, sind die Hauptpraktiken zur Entwicklung positiver Emotionen.
- Spiritueller Tod – Der Beginn der Einsicht ist es, die Aspekte der Realität zu untersuchen und zu erkennen: Alle Dinge sind unbeständig, sind ohne eigenständiges Selbst und letztlich unbefriedigend. Eine der buddhistischen Haupttechniken um diese Einsicht zu erlangen ist es, die Dinge in ihre Bestandteile zu zerlegen. In der Sechs Elemente Praktik betrachtet jeder seinen psycho-physischen Organismus in Begriffen von Erde, Wasser, Luft, Feuer, Raum und Bewusstsein. Andere Techniken sind die Kontemplation von Unbeständigkeit, besonders der Unbeständigkeit des Körpers, die Kontemplation von Leiden, und die Kontemplation von Shunyata (Leerheit). Dies führt zu einem spirituellen Tod durch die Einsicht in die Natur der Dinge und die Vorstellung vom Selbst als ein separates, isoliertes Ding löst sich auf. Es gilt als wichtig, diese Meditationen nur von einer stabilen Basis der Integration und Positivität aus zu üben.
- Spirituelle Wiedergeburt – Mit der Entwicklung von Einsicht und dem Tod des begrenzten Ego-Selbst ist eine Person spirituell wiedergeboren. Im ultimativen Sinne ist dies Bodhi oder Erleuchtung. Praktiken, welche die Visualisation von Buddhas und Bodhisattvas entwickeln, sind die Hauptpraktiken, die in dieser Phase bei Triratna geübt werden.

Andere übliche Praktiken sind:
- Nur sitzen, eine formlose Meditation ohne Fokus, bei der man nur sitzt, nichts weiter. „Nur Sitzen“ kann eine hilfreiche Praktik sein, um Erfahrungen aus anderen Meditationspraktiken zu assimilieren.
- Eine ähnliche Praktik, die in der letzten Zeit sehr populär geworden ist, ist Reines Gewahrsein. Der Fokus bei dieser Meditation ist auf das gerichtet, was auch immer im jeweiligen Moment im Geist geschieht – man erlaubt Empfindungen und Gedanken zu entstehen, beobachtet sie und lässt sie dann gehen.
- Geh-Meditation wird häufig bei Retreats geübt. Bei dieser Meditation wird die Achtsamkeit auf die physische Bewegung des Körpers gerichtet, oder aber auf die Fußsohlen. Dies gilt als integrative Praktik.

### Ritual
Bei der Verehrung oder „Puja“ werden Verse rezitiert und körperliche Bewegungen vollführt, wie Mudras und Niederwerfungen. Imaginäre Bilder werden verwendet, um besondere Erfahrungen herbeizuführen. Diese Erfahrungen beinhalten Mitgefühl für alle lebenden Wesen und den Wunsch, sie vom Leiden zu befreien. Die Buddhistische Gemeinschaft Triratna verwendet eine Skala von Pujas, aber die gebräuchlichste wurde aus Versen des Bodhicaryavatara von Shantideva zusammengestellt. Sie setzt sich zusammen aus sieben Phasen: Verehrung, Begrüßung, Zufluchtnahme, Eingeständnis von Fehlern, Lob des Guten, Bitte um Belehrung und Verweilen, sowie Abgabe der Verdienste und Selbsthingabe.
Diese Verse können verstanden werden als das Hervorrufen eines Bildes vom Buddha, der einem weit entfernten Berg gleicht. Der erste Blick zeigt den Berggipfel, der durch einige Wolken ragt, dann klären sich die Wolken und man hat die prächtige Vision des Berges. In diesem Moment weiß man, dass man zum Berg gehen muss, aber man erkennt, dass man noch viele unnötige Lasten mit sich herumträgt; hat man sie dann abgeworfen, füllt man seine Energie auf. Dann bittet man um Belehrung, und zum Schluss drückt man Dankbarkeit aus und widmet alle erworbenen Verdienste dem Wohle aller Wesen.

### Retreats
Retreats bieten eine Gelegenheit für Praktizierende sich auf ihre Praktik zu konzentrieren, ohne dabei sehr gestört zu werden. Retreats für Anfänger dauern üblicherweise zwei bis drei Tage, während ein übliches Programm von zweiwöchigen Retreats für erfahrenere und vertrautere Menschen zur Verfügung steht. Ein typisches Retreat-Programm beinhaltet verschiedene Meditationssitzungen, einiges an Dharma-Studium, und Puja oder ein Verehrungs-Ritual am Abend. Die Nachmittage sind für gewöhnlich frei, um auszuruhen oder einander zu treffen. Intensiv-Retreats beinhalten weniger Studium, dafür aber mehr Meditation.

### Eingeständnis von Fehlern
Im Buddhismus geht man davon aus, dass Handlungen Konsequenzen haben und das Bedauern nach der Handlung nur dann sinnvoll ist, wenn man dadurch die Wiederholung der Tat vermeidet. Folglich kann ein wahres Eingeständnis von Fehlern nur dann gemacht werden, wenn es begleitet wird von Reue und dem Entschluss, die Tat nicht zu wiederholen. Das Eingeständnis von Fehlern wird als ein Akt der Reinigung betrachtet.

### Rechter Lebenserwerb
Schon früh in der Geschichte von Triratna wurde deutlich, dass Einnahmequellen für verschiedene Projekte benötigt wurden. Dies wurde besonders deutlich als beschlossen wurde, die ehemalige Feuerwache in Bethnal Green zu erwerben und zu renovieren. Zu dieser Zeit wurden einige kleinere Unternehmen gegründet, darunter ein Naturkostladen. Diese werden von einem Kollektiv von Menschen betrieben, welche meist schnell entdecken, dass das Zusammenarbeiten in einem Team eine eigene spirituelle Praxis ist. Der Rechte Lebenserwerb ist eines der Glieder des Edlen Achtfachen Pfades und ist essentiell bei der Übertragung buddhistischer Ethik auf die Arbeit. Die Unternehmen des Rechten Lebenserwerbs tragen nicht nur substanziell zur Finanzierung des Ordens bei, sondern sind gleichermaßen eine sehr positive Umgebung für das spirituelle Wachstum.

### Wohngemeinschaften
Eine andere Praktik, die aus der Frühzeit von Triratna stammt, sind die spirituellen Wohngemeinschaften. Die erste Wohngemeinschaft wurde nach einem Retreat gegründet, als einige Teilnehmer den Versuch beschlossen, eine dem Retreat ähnliche Lebensweise weiterzuführen. Die meisten stabilen Wohngemeinschaften sind eingeschlechtlich, und so sind die meisten derzeitigen Triratna-Wohngemeinschaften ebenfalls eingeschlechtlich. Wo Menschen gemeinsam als spirituelle Praktik leben und arbeiten entsteht eine sehr intensive Situation. Die ständige Erinnerung an das ethische Verhalten und die Unterstützung durch gleichgesinnte Praktizierende sind besonders effektiv, um den Menschen bei ihrer Praxis zu helfen.

## Vielfalt
Bei einer internationalen Bewegung ist die Vielfalt ein besonderes Merkmal. Während England das Hauptzentrum des Ordens geblieben ist, wächst der Orden sehr stark in Indien. Die meisten der indischen Mitglieder kommen aus der untersten Schicht der indischen Gesellschaft, aus einer Kaste, deren Angehörige früher als die „Unberührbaren“ bezeichnet wurden (Unberührbarkeit wurde durch die erste unabhängige indische Regierung für ungesetzlich erklärt).
Der Orden umfasst eine große Bandbreite von Menschen, von Akademikern bis zu Menschen aus der Arbeiterklasse, sowie Künstler, Buchhalter und Ärzte. Etwa ein Sechstel der Ordensmitglieder lebt zölibatär und ein weiteres Sechstel ist verheiratet und lebt in einer traditionellen Familie. Viele leben in eingeschlechtlichen Wohngemeinschaften und arbeiten in Betrieben des Rechten Lebenserwerbs, ein Lebensstil, den man als „halb-klösterlich“ bezeichnen könnte.
Eine erst kürzliche Entwicklung entstand durch eine Gruppe von Menschen, die in der englischen Musikfestival-Szene aktiv ist: Buddhafield besucht sowohl Veranstaltungen wie das Glastonbury Festival, aber veranstaltet ebenso eigene Outdoor-Events, welche dann jeweils von mehreren hundert Leuten besucht werden.

## Die Triratna-Gemeinschaft in der Zeit nach Sangharakshita
In den 1990er Jahren begann Sangharakshita die spirituelle und administrative Verantwortung für die Triratna-Gemeinschaft sowie den Orden an eine Gruppe von Ordensmitgliedern zu übergeben, die aus Männern und Frauen bestand. Diese Übergabe war im Jahre 2000 abgeschlossen. Seither hat Sangharakshitas Gesundheitszustand nachgelassen, aber der Orden gedeiht weiterhin.
Die Leitung wurde an das Kolleg der Öffentlichen Präzeptoren übergeben, einer Gruppe von Männern und Frauen, welche überall die Verantwortung dafür tragen, neue Mitglieder zu ordinieren. Mit mehr als 1000 Mitgliedern und einer Verpflichtung zu einem fortlaufenden, gemeinsamen Entscheidungsprozess, muss der Orden nun neue Wege finden über Themen zu kommunizieren, die alle betreffen. Eines dieser Themen, welches das Bedürfnis nach Veränderung kennzeichnet, ist der Name des Ordens. Er erscheint nun als unangemessen, seit der Orden nicht mehr länger nur im Westen zu finden ist. Eine Einigung von mehr als 1000 Mitgliedern zu erzielen ist jedoch schwierig und das Herbeiführen von Veränderungen geht nur langsam voran.
Als die Präzeptoren sich im Jahre 2003 dafür entschieden, sich mehr auf ihre primäre Aufgabe bei der Ordination neuer Mitglieder zu konzentrieren, folgten sie dabei dem Feedback aus dem Orden und der Bewegung, aber auch ihren eigenen Neigungen und der Not ihrer begrenzten Ressourcen. So lösten sie sich auch von ihrer bislang formellen und administrativen Beziehung zum Orden. Viele der Präzeptoren wollen ihren Fokus auf das Lehren und die Dharma-Praxis richten. In der gleichen Zeit wurde die Zahl der Präzeptoren zugunsten einer größeren Flexibilität ausgeweitet.
Der Orden und die Bewegung erforschen neue Wege sich selbst zu organisieren und ihre Arbeit mehr in dieser dezentralen Weise zu entwickeln. Die Debatten über die Gewährleistung von Verbundenheit und Flexibilität sowie der spirituellen Tiefe im Orden und der Bewegung gehen weiter.

## Vorwürfe von sexuellem Missbrauch, seelischer Manipulation und Mobbing
Im Oktober 1997 veröffentlichte die britische Tageszeitung The Guardian einen Bericht, in dem von ehemaligen Mitgliedern des Ordens schwerwiegende Vorwürfe erhoben wurden: Dem Orden, und insbesondere Sangharakshita selbst, wurden sexueller Missbrauch, seelische Manipulation und Mobbing vorgeworfen. Außerdem wurden Äußerungen Sangharakshita zur Rolle der Frau und der Familie kritisch beleuchtet.
Der Orden nahm in einem ausführlichen Statement Stellung zu den Anschuldigungen. Darin räumte er „komplexe und zutiefst bedauerliche“ Vorkommnisse ein, verwahrte sich aber gegen eine „Vereinfachung“ und „Sensationalisierung“ der Geschehnisse. Auch zu einem anonymen, im Internet kursierenden Dokument namens The FWBO Files, das diese und weitere Vorwürfe detaillierter ausführte, nahm der Orden ausführlich Stellung, wies die darin enthaltenen Anschuldigungen jedoch als Teile „einer konzertierten und anonymen Kampagne“ zurück. The FWBO Files wiederum ging auf diese Gegenvorwürfe ein und bezeichnete sie als „Ausweichtaktiken“ und „Vernebelungen“. Es gibt einige öffentlich zugängliche Erfahrungsberichte von Betroffenen, die eine Gruppen-Kultur kritisieren, in der sie eine Basis für systematischen sexuellen Missbrauch sehen.
Im September 2016 berichtete der BBC über einige dieser sowie über neuere Vorwürfe. Der Observer berichtete im Februar 2017 über aufkommende Ängste darüber, wie weit der Missbrauch in der Organisation verbreitet ist. Sangharakshita veröffentlichte im Dezember 2016 eine persönliche Erklärung auf seiner Website, in der er sein „tiefes Bedauern über all die Gelegenheiten, bei denen ich buddhistische Gefährten verletzt, ihnen Leid zugefügt oder sie bestürzt habe“, ausdrückte und um Verzeihung bat, ohne allerdings auf die Vorwürfe selbst einzugehen.
Im Januar 2017 nahm das Triratna Präzeptorenkolleg in einem offenen Brief zur Kontroverse Stellung. Darin wurde eingeräumt, dass es in der Geschichte des Ordens und der Biographie Sangharakshita einige „komplexere und problematischere Aspekte“ gäbe, deren Aufarbeitung für den Orden nicht einfach sei. Die Präzeptoren äußerten sich „sehr betroffen über den offensichtlichen Schmerz und das Leid, das wir aus einigen Berichten erfahren haben“ und versprachen ein eingehende Auseinandersetzung mit der Kontroverse. Zugleich verwies die Organisation auf eine Reihe moralischer Richtlinien, die 2013 entwickelt worden seien und u. a. ausdrücklich von sexuellen Beziehungen zwischen Präzeptoren und ordinierten Mitgliedern abrieten. Allerdings hostete Triratna auf ihrer Ausbildungs-Webseite „Clear Vision“ (frei zugänglich auch für Kinder und Jugendliche) noch bis zum BBC-Bericht im September 2016 ein Video mit Sangharakshita, das seine Ansichten verbreitete, in der er vertrat, dass er nicht viel von „Grenzen“ halten würde, dass seine sexuellen Aktivitäten „Experimente“ gewesen seien, dass es ok sei Sex mit Schülern zu haben…; zudem beschrieb er die Übergriffe als „die reichsten und kreativsten Erfahrungen in meinem ganzen Leben“. Kritiker von Triratna weisen zudem darauf hin, dass diese Richtlinien nur auf dem Papier stehen würden, nie umgesetzt worden seien (erst nach dem BBC-Bericht hätte es einige Anstrengungen dazu gegeben) und dass die verantwortliche Person in Triratna für diese Richtlinien, Katherine Hopper (Munisha), gleichzeitig die Kommunikationschefin der Organisation ist, also einen potenziellen Interessenkonflikt ausgesetzt sei, da sie Triratna als PR Chefin nach außen gegenüber Medien und Behörden vertrete.

## Zeittafel
| 1925 | Geburt von Dennis Lingwood |
| 1943 | Einberufung zum Militär von Dennis Lingwood |
| 1944 | Dennis Lingwood nimmt Zuflucht und Vorsätze bei U Thittila, damit wird er offiziell Buddhist Dennis Lingwood wird nach Indien versetzt, und später nach Ceylon verlegt |
| 1949 | 12 May: Dennis Lingwood wird ordiniert von U Chandramani, und ihm wird der Name Sangharakshita gegeben. |
| 1957 | A Survey of Buddhism wird veröffentlicht |
| 1964 | Sangharakshita kehrt nach 20 Jahren nach England zurück |
| 1967 | Gründung von Triratna (damals unter dem Namen „Friends of the Western Buddhist Sangha“) Aspects of Buddhist Psychology Vortragsreihe |
| 1968 | Gründung des „Western Buddhist Order“, am 7. April werden 12 Männer und Frauen ordiniert. Die weitere Bewegung wird umbenannt in „Friends of the Western Buddhist Order“ Noble Eightfold Path Vortragsreihe (später veröffentlicht als Vision & Transformation) |
| 1969 | Aspects of the Bodhisattva Ideal Vortragsreihe |
| 1971 | Sangharakshita zieht sich für ein Jahr zurück |
| 1972 | Erstes eingeschlechtliches Retreat |
| 1975 | Erste Ordinationen in Neuseeland. Das Sukhavati Projekt beginnt – eine baufällige Feuerwache wurde in das London Buddhist Center und zu Wohngemeinschaften umgewandelt. Aus diesem Projekt entstand außerdem das erste team-basierte Unternehmen des Rechten Lebenserwerbs. |
| 1976 | Das Padmaloka Retreat Center wird gekauft, Sangharakshita macht es zu seiner Basis |
| 1978 | Der indische Flügel von Triratna wird gegründet. Genannt wird er Trailokya Bauddha Mahasangha Sahayaka Gana (TBMSG) |
| 1980 | Bildung der Hilfe für Indien, jetzt bekannt als Karuna Trust, um Projekte in Indien zu finanzieren, besonders zur Unterstützung der „ehemaligen unberührbaren“ Buddhisten. |
| 1988 | Das Buddhistische Zentrum in Essen wird als erstes deutsches Zentrum gegründet, weitere folgen in den nächsten Jahren. |
| 1990 | Tod von Dhardo Rimpoche, einem von Sangharakshitas wichtigsten Lehrern |
| 1992 | Sangharakshita hält einen Vortrag bei der European Buddhist Union. |
| 1997 | „The Guardian“ veröffentlicht einen kritischen Artikel über Triratna; die Entgegnung der Triratna-Gemeinschaft wird meist ignoriert, obwohl es offensichtlich ist, dass der Reporter Triratna missverstanden hat. |
| 2000 | Sangharakshita übergibt die Leitung des Ordens an das Kolleg der Öffentlichen Präzeptoren. |
| 2002 | Der Orden hat nun 1000 Mitglieder. Größere Veränderungen geschehen im „Mitra-System“ |
| 2003 | Es wird ein kritischer Brief eines Ordensmitglieds über Vorkommnisse in der Vergangenheit veröffentlicht. Das Resultat ist eine breite Debatte über die Geschichte von Triratna und das Infragestellen von Einstellungen, Institutionen und der Praxis. Sangharakshita ist ernsthaft krank und seine Rolle in der Bewegung ist nun minimal. |
| 2004 | Die Triratna-Gemeinschaft ist weiterhin größeren Veränderungen unterworfen. Der Rat des Kollegs der Öffentlichen Präzeptoren (die tatsächliche Leitung von Triratna) wird eingesetzt, um der Leitung von Triratna dabei zu helfen, sich selbst aufzulösen. Es gibt Pläne, die Anzahl der öffentlichen Präzeptoren deutlich auszuweiten, um sie von ihrer administrativen Funktion zu befreien und sie zu Beschützern des Ordens zu machen, deren primäre Funktion die Ordinierung neuer Mitglieder ist. Die administrative Funktion wird dezentral organisiert, um so deutlicher die Ethik und Aktualität des Ordens zu reflektieren. Die einzelnen Zentren bekommen mehr Autonomie. |
| 2009 | Anlässlich eines Treffens mit Ordensmitgliedern klärt Sangharakshita viele Fragen den Orden betreffend, deren Beantwortung er als sein Testament ansieht. |
| 2010 | Weltweite Umbenennung in „Triratna Buddhist Community“ bzw. in den deutschsprachigen Ländern „Buddhistische Gemeinschaft Triratna“ und „Triratna Buddhist Order“, deutsch: „Buddhistischer Orden Triratna“. |

### Buddhistische Gemeinschaft Triratna
- BGT Deutschland Deutsche Hauptseite
- TBC Internationale Seite Englische Hauptseite

### Triratna in der wissenschaftlichen Forschung
- JOURNAL OF GLOBAL BUDDHISM

### Kritisches
deutsch:
- Religio Sekteninformationssystem Artikel zur FWBO mit einer Stellungnahme zur Kritik an Triratna

englische Presse:
- The dark side of enlightenment, „The Guardian“ 27. Oktober 1997, von Madeleine Bunting

## Belege
1. ↑  The Dark Side of Enlightenment. The Guardian, 27. Oktober 1997; verfügbar beim "Ex-Cult Resource Centre".
2. ↑  The Guardian's Article on the FWBO. (Memento des Originals vom 8. Juli 2017 im Internet Archive)  Info: Der Archivlink wurde automatisch eingesetzt und noch nicht geprüft. Bitte prüfe Original- und Archivlink gemäß Anleitung und entferne dann diesen Hinweis. FWBO.org.
3. ↑  The FWBO Files. verfügbar beim "Ex-Cult Resource Centre".
4. 1 2  The FWBO-Files: A Response FWBO.org. (Memento des Originals vom 16. Mai 2017 im Internet Archive)  Info: Der Archivlink wurde automatisch eingesetzt und noch nicht geprüft. Bitte prüfe Original- und Archivlink gemäß Anleitung und entferne dann diesen Hinweis.
5. ↑  The FWBO Files.
6. ↑  z. B. Mark, Prasanapadi, Yashomitra; oder BBC’s »Inside Out East«, Vimeo, 26/09/2016
7. ↑  Apology sought over 'abuse' at Buddhist retreat. BBC News, 26. September 2016.
8. ↑  Fears mount over scale of Buddhist sect sexual abuse. The Observer, 19. Februar 2017.
9. ↑  Eine persönliche Erklärung von Urgyen Sangharakshita. (Memento des Originals vom 21. Februar 2017 im Internet Archive)  Info: Der Archivlink wurde automatisch eingesetzt und noch nicht geprüft. Bitte prüfe Original- und Archivlink gemäß Anleitung und entferne dann diesen Hinweis. Sangharakshita.org, 30. Dezember 2016.
10. ↑  A letter from Triratna's College of Preceptors. The Buddhist Centre, 19. Januar 2017.
11. ↑  BBC’s »Inside Out East«, Vimeo, 26/09/2016.
12. ↑  Whitewash, Dishonesty & Culture of Abuse in the Triratna Buddhist Order (TBO), 19/02/2017.